# Katalonska Republika (2017.)
Katalonska Republika (katalonski: República Catalana, španjolski: República Catalana, okcitanski: Republica Catalana) je bila samoproglašena država na Pirenejskom poluotoku. Proglasio ju je Katalonski parlament 27. listopada 2017. godine nakon prethodno 1. listopada održanog referenduma o neovisnosti. Proces osamostaljivanja pokrenut je Deklaracijom o iniciranju procesa neovisnosti Katalonije (kat. Declaració d'inici del procés d'independència de Catalunya) objavljenom 9. studenoga 2015., nakon što su na prethodnim izborima u Kataloniji 27. rujna 2015. godine independističke stranke dobile većinu zastupničkih mjesta.
Glavni grad je Barcelona. Referendumu središnje španjolske vlasti osporavaju legitimnost. Održavanje su zakonski zabranile i pokušale fizički spriječiti održavanje. Katalonski parlament (Parlament de Catalunya) sam je suspendirao odluku o proglašenju traživši dijalog sa španjolskom Vladom koja nije popustila. Nakon višestrukih prijetnji zatvorskim kaznama, otkazima i suspenziji lokalne autonomije, unatoč njima Katalonski parlament proglasio je neovisnost. Katalonsko društvo pokazalo je podijeljenost u opciji za i protiv neovisnosti, kao i lokalna katalonska policija. Središnja Španjolska poslala je 28. listopada policiju i vojsku u Kataloniji radi preuzimanja vlasti, kao i državne činovnike na mjestima gdje su lokalni odbili raditi za Španjolsku. Financijska sredstva Kataloniji su blokirana, velike tvrtke premjestile su poslovanja iz Barcelone, a katalonski premijer Carles Puigdemont bio je prisiljen otići u izbjeglištvo u Belgiju, jer mu je prijetilo uhićenje i 30-godišnja zatvorska kazna. Španjolsku je protresla ustavna kriza. 
Do 30. listopada španjolske vlasti vratile su nadzor na katalonskim teritorijem naišavši na mali otpor.
Već prije, 2015. Ustavni sud Kraljevine Španjolske poništio je rezoluciju katalonskog parlamenta koji je službeno počeo proces osamostaljenja.
Katalonski parlament usvojio je deklaraciju o neovisnosti. Isti dan kada je proglašena neovisnost Republike Katalonije, španjolska Vlada uputila je pismo Ustavnom sudu tvrdeći da je odluka suprotna ustavu, koji je na snazi od 1978. godine. Htjeli su potpuni biti sigurni protiv ikakva pravnog postupka koji bi ozakonio uspostavljenu Republiku Kataloniju. U utorak je španjolski Ustavni sud poništio tu deklaraciju. Vrhovni sud priopćio je da razmatra optužnicu protiv katalonske vlade za “pobunu”, “neposluh” i “malverzacije javnim novcem”. Istog utorka Španjolska civilna garda pretražila je lokalna sjedišta katalonske policije, a španjolska Vlada najavila je za popodne izvanrednu sjednicu.